# Metro (llenguatge de disseny)

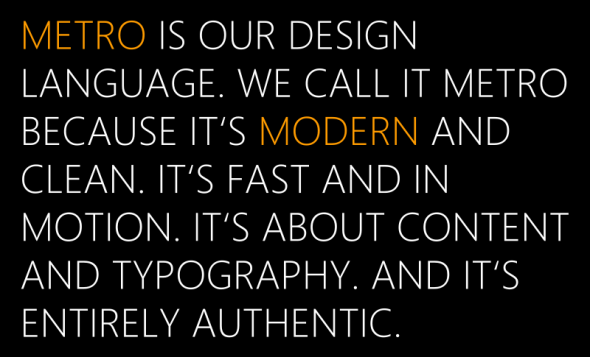
Promoció de Microsoft del llenguatge de disseny Metro

 'Metro'  és el nom no oficial però àmpliament utilitzat del Microsoft design language,  és el nom de la interfície d'usuari (UI), desenvolupada per Microsoft, principalment per al seu ús a Windows Phone. En termes generals, és una interfície plana, amb colors bàsics i dissenys geomètrics, amb mobilitat horitzontal (en PC) o vertical (en mòbils). Està optimitzada per al seu ús en pantalles tàctils, tot i que també és funcional en les quals no tenen aquesta propietat.
Les versions anteriors de les interpretacions d'interfície de Modern UI, com la tipografia, van aparèixer ja a Microsoft Encarta 95 i MSN 2.0 i posteriorment van ser implementats en productes com Windows Media Center i Zune.
Més tard, els principis de la interfície d'usuari Modern es van introduir en el sistema operatiu mòbil de Microsoft, Windows Phone; en la Xbox 360, com a actualització del dashboard; i Windows 8. Una versió especialment feta de la font Segoe de Microsoft, Segoe WP, s'utilitza com la font predeterminada per a tots els elements tipogràfics. Això va ser confirmat per Microsoft a la fira Computex, en afirmar que Windows 8, el successor de Windows 7, està inspirat en la interfície d'usuari Modern.
Microsoft també va tenir en compte per al disseny de la interfície d'usuari Modern a altres productes i serveis per afegir-ho, com la consola Xbox 360 i Aplicacions Microsoft, les quals es van idear per crear productes i serveis de consum, amb un aspecte unificat i distintiu.
A mitjans de 2012, Microsoft va descartar per complet el nom original de «Metro». Les aplicacions en la nova interfície es diu a partir d'ara «Modern UI Style Apps». La interfície de Windows Phone 8 es diu ara, «la interfície d'usuari Modern».

## Desenvolupament

Pantalla Inicia en Windows 8.

L'equip de disseny de Microsoft assegura que la interfície d'usuari Modern UI va ser inspirada inicialment (almenys en part) pel dibuix dels sistemes de transport, tals com els del Metro de King County, Washington (d'aquí el nom en clau de «Metro»), localitzat a l'àrea de Seattle, on Microsoft té la seu.
Modern UI posa èmfasi en la tipografia i el gran text, elements immediatament perceptibles. Microsoft diu que la interfície d'usuari Modern està dissenyada per a ser «suau, ràpida, moderna» i «fresca» dels entorns d'usuari basada en icones com el de Windows, Android i iOS. En tots els casos, la font és "Segoe UI", dissenyat per Steve Matteson en Agfa Monotype i patentada per Microsoft. Para Microsoft Zune, té una versió personalizable amb el nom de «Zegoe UI» i per Windows Phone, Microsoft té creada la font «Segoe WP». Les fonts generalment són les mateixes, o amb petites diferències.